# Эдди, Эзра Батлер

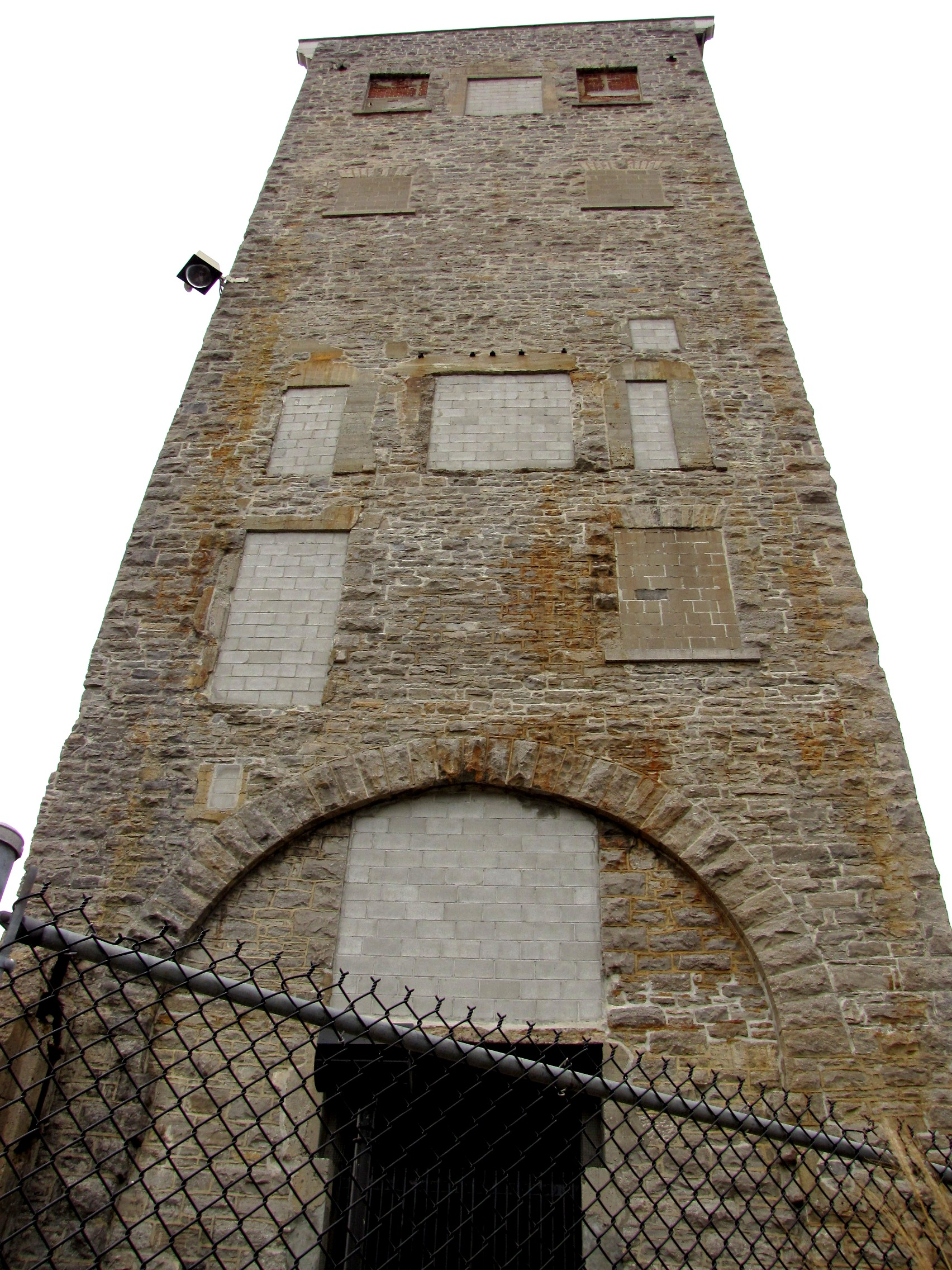
Историческое здание завода Э. Б. Эдди на перекрёстке бульвара Александр-Таше и улицы Эдди.

Эзра Батлер Эдди, англ. Ezra Butler Eddy (22 августа 1827, Бристоль, Вермонт — 10 февраля 1906, Халл, Квебек) — канадский промышленник и политический деятель.

## Биография
Родился в США в семье Сэмюэла Эдди, баптиста, шотландца по происхождению. До 10-летнего возраста рос на ферме, где нерегулярно посещал окружную школу. Затем его отец переехал в деревню Бристоль, где открыл гостиницу, а молодой Эзра Эдди был его помощником, и одновременно продолжал посещать школу.
В возрасте 15 лет Эзра Эдди уехал в Нью-Йорк, где нашёл работу в торговом доме за 3 доллара в неделю. Уже через 3 месяца получил повышение до 10 долларов в неделю, а вскоре ему поручили вести банковские дела фирмы. Через год, разочаровавшись в городской жизни, вернулся в Вермонт и начал собственный бизнес, закупая местные молочные продукты и поставляя их в Бостон и Нью-Йорк.
В 1851 г. начал производство вручную спичек в Бёрлингтоне (штат Вермонт). В 1854 г. перенёс своё предприятие в г. Халл в Канаде, где было много дешёвого материала для спичек — отходов местных лесопилок. С помощью своей первой жены Эзра Эдди производил спички вручную в своём доме в Халле. Вскоре, однако, его предприятие разрослось и стало одним из крупнейших спичечных предприятий в мире.
В 1856 г. он начал дополнительно производить другие изделия из дерева — такие, как вёдра, лохани, стиральные доски, застёжки для одежды и др. В 1858 г. начал небольшой бизнес по рубке леса. Со временем все его предприятия увеличивались, и в 1868 г. его совокупный оборот достиг 1 млн долларов в год.
В 1882 г. на его предприятиях случился пожар, и он понёс убыток в размере $250000, что намного превышало страховку. В течение года были построены новые помещения и он достиг прежнего оборота. К 1886 г. он реорганизовал свои предприятия и основал единую компанию E.B. Eddy Company, начав также производство бумаги.
В течение 13 лет занимал с перерывами должность мэра г. Халл (1881—1885, 1887—1888, 1891—1892). Представлял графство Оттава в Законодательной ассамблее Квебека в 1871—1875 гг. Помимо управления своими заводами, он также входил в руководство Центральной канадской железнодорожной компании.
После Халльского пожара 26 апреля 1900 г. Эзра смог в течение всего года восстановить деятельность предприятия, несмотря на убыток в 3 миллиона долларов.
Фабрику Эдди позднее приобрёл Ричард Б. Беннетт, будущий премьер-министр Канады.
Был женат дважды. Первая жена, Зайда Диана Арнольд, родом из немецких эмигрантов, умерла через 9 лет после свадьбы (от неё осталась дочь Элла Кларисса). В 1894 г. Э. Эдди женился вторично на Дженни Граль Ширрефф, которая унаследовала большую часть его состояния. Умер в Халле, однако похоронен в родном Бристоле (штат Вермонт).